# Koroška statisztikai régió
Koroška (Karintia) Szlovénia 12 statisztikai régiójának egyike. A történelmi Karintia tartomány déli részét képezi. Területe 1041 km², lakosságának száma 73 839 volt 2005-ben. Legnagyobb városa Ravne na Koroškem. A Száva folyótól északra helyezkedik el.
Az ipari szektor adja a munkahelyek legnagyobb részét, főleg a különböző gyárak és bányák miatt. A régió legnagyobb természeti kincse az erdőség.

## Községek a régió területén
A statisztikai régió területén a következő községek (szlovénül občina) találhatók: Črna na Koroškem, Dravograd, Mežica, Mislinja, Muta, Podvelka, Prevalje, Radlje ob Dravi, Ravne na Koroškem, Ribnica na Pohorju, Slovenj Gradec és Vuzenica. 

## Gazdaság
Foglalkoztatási ágak: 40,4% szolgáltatások, 53,7% ipar, 5,9% mezőgazdaság.

## Turizmus
- A Szlovéniát látogatóknak csak 0,6% jön el ebbe a régióba.